# Station Sycze
Station Sycze is een spoorwegstation in de Poolse plaats Sycze.